# Roberto Castañón
 Roberto Castañón  (León, 3 de febrero de 1953) es un boxeador español. Campeón de España (pluma y superpluma) y 16 veces campeón de Europa.

## Biografía[1]
Viene al mundo el 3 de febrero de 1953 en el barrio de San Esteban, siendo uno de los siete hijos de Pilar y Ángel, un enamorado del boxeo que llevaba al pequeño Roberto a las veladas. Castañón no es de mucho estudiar pero después de varios trabajos se consolida como palista-conductor de excavadoras en la construcción hasta que su debut en el boxeo profesional y su destacada carrera triunfal hizo ganar más dinero consiguiendo una estabilidad.
Curiosamente su padre lo lleva a una velada donde la principal atracción era el púgil de color José Legrá y este muchacho de apenas 15 años comienza a interesarse por el boxeo. Pronto acudirá al gimnasio de Pinilla allá por el año 1969. Por aquel entonces en su León natal no se celebraban muchas veladas y la actividad pugilística demandaba de un campeón.

## Carrera deportiva
Se inicia como amateur en el año 1969 y en 1974 conquista el título de campeón de España en aficionados. Hace su debut en el boxeo profesional el 29 de noviembre de 1975 venciendo por K. O. en el tercer asalto teniendo enfrente a Antonio Muñoz Jurado. Esta pelea es el preludio de una serie de victorias encadenadas que culmina en la disputa por el título de España del peso pluma ante el santanderino y difícil Cecilio “Uco” Lastra al que consigue vencer  en el penúltimo asalto y en tierras montañesas un 20 de agosto de 1977.
Sus constantes éxitos son fruto de una perseverancia demostrada día a día en el gimnasio y bajo la atenta vigilancia de su mentor y mejor preparador Manuel Pombo, que hará de él todo un campeón,  convirtiéndolo en un exponente del boxeo en las décadas de los 70 y 80.
Derrota a Manuel Masso y se convierte en campeón de Europa el 16 de diciembre de 1977.
Tras doce defensas del campeonato de Europa revalida su corona en el Palacio de los Deportes de León al derribar por k.o en el cuarto asalto al aspirante Cecilio Lastra.
Fue el único español que ha disputado dos veces el título mundial de los pesos plumas. Fallido intento en coronarse campeón del mundo frente a Danny “coloradito” López al sucumbir en el segundo asalto de la pelea que se celebró en Estados Unidos el 10 de marzo de 1979. Para luego caer en su segundo intento por el título mundial, esta vez ante el poderoso mexicano Salvador Sánchez.
En 1981 salta a categoría superior llegando a proclamarse campeón europeo de los superplumas venciendo al francés Dany Londas el 6 de noviembre de 1982, reteniendo el entorchado frente a Carlos Miguel y Michael Siracusta.
Pierde el título en Caserta (Italia) frente al italo-alemán Alfredo Raininger, en septiembre de 1983.

### Combates
Total 66
Victorias 58
Por nocaut 30
Derrotas 7
Empates 1

## Años posteriores
En febrero de 1987, a la edad de 34 años colgaba los guantes definitivamente para dedicarse con mayor intensidad de tiempo a su familia y a su puesto laboral de funcionario del Ayuntamiento de León como monitor de cultura física y boxeo de la policía municipal leonesa.